# Barksen (Hessisch Oldendorf)
Barksen ist ein Ortsteil von Hessisch Oldendorf im Landkreis Hameln-Pyrmont in Niedersachsen. Das Dorf liegt etwa 1 km nordöstlich von Hessisch Oldendorf am Fuße des Mittelbergs (297,0 m) und grenzt direkt an die Wälder des Landschaftsschutzgebietes Hessisch Oldendorfer Wesertal/Nord. Das erste Mal ist Barksen 1244 urkundlich genannt.

## Vereine
- Freiwillige Feuerwehr Barksen
- Männergesangverein Liedertafel Barksen
- Siedlergemeinschaft Barksen